# كامبوستلا ولي
كامبوستلا ولي (بالإنجليزية: Compostela Valley)‏ هي محافظة تقع في الفلبين في Davao Region. يقدر عدد سكانها بـ 687,195 نسمة ومساحتها 4,479.77 كم2 .